# Doktor und Apotheker
Doktor und Apotheker is een singspiel in twee bedrijven van Carl Ditters von Dittersdorf op een libretto van Johann Gottlieb Stephanie dem Jüngere. Het is gebaseerd op de Franse komedie L'apothicaire de Murcie van de anonieme auteur G. v. N. Het werk beleefde zijn wereldpremière op 11 juli 1786 in het K. u. K. National-Theater in Wenen.

## Verhaal

### Eerste bedrijf
Apotheker Stößel en zijn vrouw Claudia willen dat hun dochter Leonore met hoofdman Sturmwald, die tijdens de oorlog een been en een oog verloren heeft, trouwt. Leonore is echter verliefd op Gotthold Krautmann, de zoon van de plaatselijke arts en Stößels aartsvijand. Als Stößel dit hoort is hij woedend, en om Leonore voor dommigheden te behoeden besluit hij dat ze de volgende dag al met Sturmwald moet trouwen. Als Sturmwald weg is en de anderen zich in de apotheek teruggetrokken hebben, kommen Gotthold en Sichel, die verliefd is op Stößels nicht Rosalia, naar het huis. Beiden zijn van plan de meisjes te ontvoeren. Om dit te kunnen doen moeten ze de oude het huis uitlokken, en daarom verkleedt Sichel zich als kamerheer van een grafelijk patiënt, die de apotheker vleit en hem vraagt zijn heer met goede medicijnen te verzorgen. De apotheker gaat gelijk op weg, en Gotthold en Sichel klimmen door het raam naar binnen, maar worden door Sturmwald bespied. 
Het gestommel van de jongelui doet de apothekersvrouw ontwaken, en die komt poolshoogte nemen. Gotthold en Sichel verschuilen zich in het laboratorium. Dan komt Stößel terug met Sturmwald in zijn kielzog. Opgewonden zeggen ze tegen Claudia dat er dieven in huis geweest zijn. Iedereen gaat naar bed, behalve Sturmwald, die de wacht zal houden, maar dankzij een overmatig drankgebruik valt hij al gauw in slaap. Gotthold en Sichel dragen hem het laboratorium in, en gaan er vervolgens vandoor, waarbij ze zijn kleren meenemen.

### Tweede bedrijf
Gallus, de kamerheer van de graaf, is op zoek naar Dr. Krautmann, en vraagt hem onmiddellijk mee te komen. Zijn heer ligt op sterven, en de medicijnen van Stößel hebben alles verergerd. Krautmann weet wel dat de graaf niet meer te helpen is, zegt dat hij een dringend ziekenbezoek moet af leggen, en inwendig is hij blij dat de apotheker zich ermee bemoeid heeft zodat die de schuld krijgt van de ziekte van de graaf.
De als notaris verklede Gotthold en Sichel, die zich in Sturmwalds kleren gehuld heeft, melden zich bij de apotheek, en Sichel dringt eropaan het huwelijkscontract snel te ondertekenen. Leonore voelt zich overrompeld en wil eerst niet tekenen, maar als ze de twee mannen doorheeft zet ze haar naam op het document. Sichel beveelt de "notaris" de meisjes onmiddellijk naar het door hem bestelde bruiloftsontbijt te brengen. 
Ondertussen is Sturmwald wakker geworden, en zijn gevloek klinkt uit het laboratorium. Stößel denkt dat er toch ingebroken is, en als hij de deur opendoet vlucht Sichel Rozalia's kamer in, en verkleed als vrouw verlaat hij het huis.
Op zoek naar zijn dochter komt Stößel op straat Dr. Krautmann tegen, en beiden krijgen ruzie en maken elkaar uit voor charlatan.
Uiteindelijk treft iedereen elkaar in de tuin, waar een vreselijke chaos ontstaat. De dokter en apotheker verzoenen zich, en twee gelukkige bruidsparen zijn het resultaat.